# Hercoloxia
Hemixesma es un género de polillas perteneciente a la familia Geometridae, descrita por primera vez por el lepidopterólogo inglés Louis Beethoven Prout en 1916. Ha sido descrito en los trópicos de Oriente. Es un género de taxonomía dudosa, clasificada a veces como sinonimia de Comostolodes. El holotipo de la especie fue descrita en el sector Parahyangan en la provincia de Java Occidental. 

## Taxonomía
Tiene gran parecido en color y aspecto, y probablemente relación, con la Comibaena, pero sin los espolones proximales, ni el proceso en lápiz ni terminal de la tibia posterior. Tiene analogía con Rhomborista y Spaniocentra.

## Descripción
Es una polilla mediana con una envergadura de 31 milímetros (1,2 plg). Es considerada ser una evolución endémica de la especie Comibaena tenera, aunque comúnmente presenta espolones medianos bastante débiles y puntos discocelulares del ala anterior similares a los descritos para la forma de Hercoloxia.
Las antenas son pectinadas y cuenta con un penacho anal muy blanquecino. El ala anterior es ligeramente más estrecha que Comibaena tenera. La costa del ala es también blanquecina, con líneas tenues y amarillentas.